# Billard-Artistique-Weltmeisterschaft
Die Billard Artistique-Weltmeisterschaft wird seit 1937 in unregelmäßigen Abständen in der Karambolagevariante Billard Artistique ausgetragen. Ausgerichtet wird sie vom Karambolage-Weltverband UMB (Union Mondiale de Billard) und der Confédération International de Billard Artistique (CIBA).
Rekordsieger ist der Belgier Raymond Steylaerts, aktueller Titelträger 2025 ist René Dericks aus den Niederlanden.

## Geschichte
Der internationale Kunststoßverband CIBA richtet diese Weltmeisterschaft seit 1937 aus. Davor gab es eine „Prä-WM“, Concours International de Fantasie Classique genannt, die von 1931 bis 1936 sechsmal ausgetragen wurde. Der erste Sieger war der Portugiese Alfredo Ferraz vor Edmond Soussa aus Ägypten.

## Modus
1931 wurde die Prozentzahl (Figuren÷Versuche) gewertet. Alle vorgegebenen Figuren mussten gelöst werden. Bis 1990 wurden die erzielten Punkte bewertet. Danach wurde im Satzsystem gespielt. Seit 2002 wird nur nach Prozentzahlen gewertet. Die Prozentzahl gibt an, wie viele Figuren gelöst wurden.

## Turnierstatistik
| Concours International de Fantasie Classique (Prä-Weltmeisterschaften) | Concours International de Fantasie Classique (Prä-Weltmeisterschaften) | Concours International de Fantasie Classique (Prä-Weltmeisterschaften) | Concours International de Fantasie Classique (Prä-Weltmeisterschaften) | Concours International de Fantasie Classique (Prä-Weltmeisterschaften) | Concours International de Fantasie Classique (Prä-Weltmeisterschaften) | Concours International de Fantasie Classique (Prä-Weltmeisterschaften) | Concours International de Fantasie Classique (Prä-Weltmeisterschaften) | Concours International de Fantasie Classique (Prä-Weltmeisterschaften) | Concours International de Fantasie Classique (Prä-Weltmeisterschaften) | Concours International de Fantasie Classique (Prä-Weltmeisterschaften) |
| Nr.                                                                    | Jahr                                                                   | Ort                                                                    | Sieger                                                                 | P. / %                                                                 | Finalist                                                               | P. / %                                                                 | Bronze                                                                 | P. / %                                                                 |                                                                        |                                                                        |
| ---------------------------------------------------------------------- | ---------------------------------------------------------------------- | ---------------------------------------------------------------------- | ---------------------------------------------------------------------- | ---------------------------------------------------------------------- | ---------------------------------------------------------------------- | ---------------------------------------------------------------------- | ---------------------------------------------------------------------- | ---------------------------------------------------------------------- | ---------------------------------------------------------------------- | ---------------------------------------------------------------------- |
| 01                                                                     | 1931                                                                   | Vichy                                                                  | Alfredo Ferraz                                                         | 0,156 %                                                                | Edmond Soussa                                                          | 0,129 %                                                                | Jean de Gasparin                                                       | 0,090 %                                                                |                                                                        |                                                                        |
| 02                                                                     | 1932                                                                   | Lille                                                                  | Armando Martinez-Sagi                                                  | 093                                                                    | Edmond Soussa                                                          | 084                                                                    | Claudio Puigvert                                                       | 074                                                                    |                                                                        |                                                                        |
| 03                                                                     | 1933                                                                   | Lille                                                                  | Jean Albert                                                            | 106                                                                    | Claudio Puigvert                                                       | 076                                                                    | Jean Faniel                                                            | 072                                                                    |                                                                        |                                                                        |
| 04                                                                     | 1934                                                                   | Paris                                                                  | Jean Albert                                                            | 157                                                                    | Richard Kron                                                           | 133                                                                    | Jean Faniel                                                            | 118                                                                    |                                                                        |                                                                        |
| 05                                                                     | 1935                                                                   | Lille                                                                  | Jean Albert                                                            | 215                                                                    | Jacques Davin                                                          | 129                                                                    | Richard Kron                                                           | 123                                                                    |                                                                        |                                                                        |
| 06                                                                     | 1936                                                                   | Paris                                                                  | Richard Kron                                                           | 167                                                                    | Armando Martinez-Sagi                                                  | 148                                                                    | Jacques Davin                                                          | 143                                                                    |                                                                        |                                                                        |
| Weltmeisterschaften                                                    |                                                                        |                                                                        |                                                                        |                                                                        |                                                                        |                                                                        |                                                                        |                                                                        |                                                                        |                                                                        |
| Nr.                                                                    | Jahr                                                                   | Ort                                                                    | Sieger                                                                 | P. / %                                                                 | Finalist                                                               | P. / %                                                                 | (ab 2002: Halbfinalisten)                                              | P. / %                                                                 |                                                                        |                                                                        |
| 01                                                                     | 1937                                                                   | Paris                                                                  | August Tiedtke                                                         | 216                                                                    | Richard Kron                                                           | 215                                                                    | René Vingerhoedt                                                       | 179                                                                    |                                                                        |                                                                        |
| 02                                                                     | 1939                                                                   | Marseille                                                              | René Vingerhoedt                                                       | 196                                                                    | M. van de Kerckhove                                                    | 189                                                                    | Richard Kron                                                           | 160                                                                    |                                                                        |                                                                        |
| 03                                                                     | 1957                                                                   | Murcia                                                                 | Joaquin Domingo                                                        | 263                                                                    | Roger de Becker                                                        | 236                                                                    | Francisco Munte                                                        | 217                                                                    |                                                                        |                                                                        |
| 04                                                                     | 1963                                                                   | Lyon                                                                   | Joaquin Domingo                                                        | 304                                                                    | Raymond Steylaerts                                                     | 300                                                                    | Francisco Munte                                                        | 182                                                                    |                                                                        |                                                                        |
| 05                                                                     | 1966                                                                   | Madrid                                                                 | Joaquin Domingo                                                        | 241                                                                    | Carlos Tosi                                                            | 214                                                                    | Raymond Steylaerts                                                     | 195                                                                    |                                                                        |                                                                        |
| 06                                                                     | 1970                                                                   | La Plata                                                               | Raymond Steylaerts                                                     | 223                                                                    | Carlos Tosi                                                            | 174                                                                    | Ricardo Fernandez                                                      | 168                                                                    |                                                                        |                                                                        |
| 07                                                                     | 1972                                                                   | Deurne                                                                 | Léo Corin                                                              | 260                                                                    | Claudio Nadal                                                          | 255                                                                    | Raymond Steylaerts                                                     | 249                                                                    |                                                                        |                                                                        |
| 08                                                                     | 1973                                                                   | Lyon                                                                   | Léo Corin                                                              | 262                                                                    | Ricardo Fernandez                                                      | 240                                                                    | Raymond Steylaerts                                                     | 186                                                                    |                                                                        |                                                                        |
| 09                                                                     | 1974                                                                   | Sint-Niklaas                                                           | Ricardo Fernandez                                                      | 254                                                                    | Florent de Jonghe                                                      | 205                                                                    | Léo Corin                                                              | 184                                                                    |                                                                        |                                                                        |
| 10                                                                     | 1975                                                                   | Mol                                                                    | Léo Corin                                                              | 259                                                                    | Valentin Almerich                                                      | 223                                                                    | Joaquin Domingo                                                        | 213                                                                    |                                                                        |                                                                        |
| 11                                                                     | 1979                                                                   | Den Haag                                                               | Raymond Steylaerts                                                     | 311                                                                    | Ricardo Fernandez                                                      | 292                                                                    | Léo Corin                                                              | 275                                                                    |                                                                        |                                                                        |
| 12                                                                     | 1980                                                                   | Maubeuge                                                               | Raymond Steylaerts                                                     | 283                                                                    | Léo Corin                                                              | 283                                                                    | Cees van Oosterhout                                                    | 255                                                                    |                                                                        |                                                                        |
| 13                                                                     | 1983                                                                   | St. Maur                                                               | Léo Corin                                                              | 330                                                                    | Ricardo Fernandez                                                      | 293                                                                    | Roberto Rojas                                                          | 275                                                                    |                                                                        |                                                                        |
| 14                                                                     | 1984                                                                   | Heeswijk-Dinther                                                       | Raymond Steylaerts                                                     | 355                                                                    | Jean Bessems                                                           | 317                                                                    | Léo Corin                                                              | 304                                                                    |                                                                        |                                                                        |
| 15                                                                     | 1985                                                                   | Sluis                                                                  | Jean Bessems                                                           | 305                                                                    | Francis Connesson                                                      | 279                                                                    | Maurice Coyret                                                         | 257                                                                    |                                                                        |                                                                        |
| 16                                                                     | 1986                                                                   | Acapulco                                                               | Raymond Steylaerts                                                     | 294                                                                    | Tadashi Mashida                                                        | 265                                                                    | Frans Belderbos                                                        | 263                                                                    |                                                                        |                                                                        |
| 17                                                                     | 1987                                                                   | Mönchengladbach                                                        | Raymond Steylaerts                                                     | 348                                                                    | Jean Reverchon                                                         | 312                                                                    | Jean Bessems                                                           | 309                                                                    |                                                                        |                                                                        |
| 18                                                                     | 1988                                                                   | Stockerau                                                              | Jean Bessems                                                           | 354                                                                    | Léo Corin                                                              | 320                                                                    | Jan Brunnekreef                                                        | 320                                                                    |                                                                        |                                                                        |
| 19                                                                     | 1990                                                                   | Barcelona                                                              | Jean Reverchon                                                         | 303                                                                    | Roberto Rojas                                                          | 284                                                                    | Xavier Fonellosa                                                       | 277                                                                    |                                                                        |                                                                        |
| 20                                                                     | 1991                                                                   | Bad Bergzabern                                                         | Frans Belderbos                                                        | 67,85 %                                                                | Madou Touré                                                            | 67,16 %                                                                | Andreas Horvath                                                        | 70,84 %                                                                |                                                                        |                                                                        |
| 21                                                                     | 1992                                                                   | Épernay                                                                | Jean Reverchon                                                         | 374                                                                    | Xavier Fonellosa                                                       | 364                                                                    | Andreas Horvath                                                        | 330                                                                    |                                                                        |                                                                        |
| 22                                                                     | 1993                                                                   | Gubbenvorst                                                            | Xavier Fonellosa                                                       | 70,27 %                                                                | Thomas Ahrens                                                          | 74,92 %                                                                | Jean Reverchon                                                         | 73,53 %                                                                |                                                                        |                                                                        |
| 23                                                                     | 1995                                                                   | Saragossa                                                              | Xavier Fonellosa                                                       | 74,13 %                                                                | Jean Reverchon                                                         | 75,41 %                                                                | Raymond Steylaerts                                                     | 70,79 %                                                                |                                                                        |                                                                        |
| 24                                                                     | 1996                                                                   | Pithiviers                                                             | Jean Reverchon                                                         | 370                                                                    | Xavier Fonellosa                                                       | 341                                                                    | Ger Holka                                                              | 325                                                                    |                                                                        |                                                                        |
| 25                                                                     | 2002                                                                   | Faches-Thumesnil                                                       | Roberto Rojas                                                          | 77,34 %                                                                | Thomas Ahrens                                                          | 73,95 %                                                                | Xavier Fonellosa                                                       | 72,06 %                                                                |                                                                        |                                                                        |
| 25                                                                     | 2002                                                                   | Faches-Thumesnil                                                       | Roberto Rojas                                                          | 77,34 %                                                                | Thomas Ahrens                                                          | 73,95 %                                                                | Jaume Norberto                                                         | 67,64 %                                                                |                                                                        |                                                                        |
| 26                                                                     | 2006                                                                   | Amsterdam                                                              | Sander Jonen                                                           | 67,22 %                                                                | Walter Bax                                                             | 73,71 %                                                                | Madou Touré                                                            | 70,34 %                                                                |                                                                        |                                                                        |
| 26                                                                     | 2006                                                                   | Amsterdam                                                              | Sander Jonen                                                           | 67,22 %                                                                | Walter Bax                                                             | 73,71 %                                                                | Thomas Ahrens                                                          | 66,29 %                                                                |                                                                        |                                                                        |
| 27                                                                     | 2008                                                                   | Schelle                                                                | Haci Arap Yaman                                                        | 75,41 %                                                                | Xavier Fonellosa                                                       | 64,68 %                                                                | Ruud de Vos                                                            | 69,39 %                                                                |                                                                        |                                                                        |
| 27                                                                     | 2008                                                                   | Schelle                                                                | Haci Arap Yaman                                                        | 75,41 %                                                                | Xavier Fonellosa                                                       | 64,68 %                                                                | Serdar Gümüş                                                           | 64,02 %                                                                |                                                                        |                                                                        |
| 28                                                                     | 2009                                                                   | Kastamonu                                                              | Eric Daelman                                                           | 68,21 %                                                                | Haci Arap Yaman                                                        | 66,91 %                                                                | Walter Bax                                                             | 66,70 %                                                                |                                                                        |                                                                        |
| 28                                                                     | 2009                                                                   | Kastamonu                                                              | Eric Daelman                                                           | 68,21 %                                                                | Haci Arap Yaman                                                        | 66,91 %                                                                | Martin van Rhee                                                        | 70,13 %                                                                |                                                                        |                                                                        |
| 29                                                                     | 2011                                                                   | Florange                                                               | Sander Jonen                                                           | 73,22 %                                                                | Bernd Singer                                                           | 65,10 %                                                                | Nobuyasu Sakai                                                         | 70,37 %                                                                |                                                                        |                                                                        |
| 29                                                                     | 2011                                                                   | Florange                                                               | Sander Jonen                                                           | 73,22 %                                                                | Bernd Singer                                                           | 65,10 %                                                                | Walter Bax                                                             | 69,18 %                                                                |                                                                        |                                                                        |
| 30                                                                     | 2012                                                                   | Samsun                                                                 | Serdar Gümüş                                                           | 63,53 %                                                                | Erik Vijverberg                                                        | 63,58 %                                                                | Haci Arap Yaman                                                        | 73,69 %                                                                |                                                                        |                                                                        |
| 30                                                                     | 2012                                                                   | Samsun                                                                 | Serdar Gümüş                                                           | 63,53 %                                                                | Erik Vijverberg                                                        | 63,58 %                                                                | Eric Daelman                                                           | 64,78 %                                                                |                                                                        |                                                                        |
| 31                                                                     | 2023                                                                   | Ankara                                                                 | David Gonzalez                                                         | 73,35 %                                                                | Kevin Tran                                                             | 68,44 %                                                                | Baris Cin                                                              | 65,35 %                                                                |                                                                        |                                                                        |
| 31                                                                     | 2023                                                                   | Ankara                                                                 | David Gonzalez                                                         | 73,35 %                                                                | Kevin Tran                                                             | 68,44 %                                                                | Thomas Ahrens                                                          | 60,88 %                                                                |                                                                        |                                                                        |
| 32                                                                     | 2024                                                                   | Ankara                                                                 | Haci Arap Yaman                                                        | 71,98 %                                                                | Baris Cin                                                              | 65,61 %                                                                | Serdar Gümüş                                                           | 65,60 %                                                                |                                                                        |                                                                        |
| 32                                                                     | 2024                                                                   | Ankara                                                                 | Haci Arap Yaman                                                        | 71,98 %                                                                | Baris Cin                                                              | 65,61 %                                                                | Hector Cuadrado                                                        | 58,27 %                                                                |                                                                        |                                                                        |
| 33                                                                     | 2025                                                                   | Ankara                                                                 | René Dericks                                                           | 67,16 %                                                                | Erik Vervliet                                                          | 71,75 %                                                                | Michael Hammen                                                         | 72,17 %                                                                |                                                                        |                                                                        |
| 33                                                                     | 2025                                                                   | Ankara                                                                 | René Dericks                                                           | 67,16 %                                                                | Erik Vervliet                                                          | 71,75 %                                                                | Steve Wilms                                                            | 66,80 %                                                                |                                                                        |                                                                        |

## Offizielle Figuren
Offizielle Figuren der CIBA:
- Confédération International de Billard Artistique/program of figures